# Марія Сефідарі
Марія Сефідарі Уїчі (ісп. María Sefidari Huici, нар. 1982, Мадрид) — іспанська психологиня, викладачка і фахівчиня з комунікації та іспанської цифрової культури. Експертка зі спільного управління та культурного виробництва в інтернеті та активістка в галузі знань та вільної культури. Від 20 липня 2018 року до 3 червня 2021 року була головою Ради повірених Фонду Вікімедіа.

## Біографія
Марія Сефідарі народилася в Мадриді, де зараз і мешкає. Закінчила факультет психології Мадридського університету Комплутенсе, здобула ступінь магістра з комерції та туризму в тому ж університеті. 2014 року була стипендіаткою програми Techweek Women Leadership Fellows, присвяченої підтримці лідерства молодих жінок у сфері бізнесу та технологій. Від 2015 року є професоркою магістерської програми в галузі цифрових комунікацій, культури та громадянства в Університеті імені короля Хуана Карлоса.

### Вільні знання і культура
Сефідарі, відома у вікіпедії як Raystorm, почала брати участь у проєктах Вікімедіа 2006 року. Вона дізналась про вікіпедію, — пояснювала вона в деяких інтерв'ю, — коли її молодша сестра пояснила, що існує вебсайт, який кожен може написати або відредагувати. «Все починається, — каже вона, — коли ви починаєте захоплюватися будь-якою темою і витрачаєте багато годин на поліпшення статей, і ви бачите, що існують політики вікіпедії, які слід змінити». Незабаром після цього вона запустила ЛГБТ-вікіпроєкт, щоб зробити ці групи помітнішими, а також поліпшити і систематизувати весь контент, пов'язаний з цією темою, надихнувшись аналогічним рухом, що існував у англійському розділі енциклопедії.
На додаток до роботи з написання статей Марія почала діяльність у русі Вікімедіа. 2011 року вона стала однією із засновниць Вікімедіа в Іспанії і першим віце-президентом цієї організації, а 2015 року — групи користувачів Wikimujeres, яка сфокусувалася на темах помітності жінок і усуненні гендерного розриву. В русі Вікімедіа працювала в декількох комітетах правління Фонду, зокрема в Комітеті з членства і в Комітеті з управління Радою, де була головою. 2013 року її обрано до Ради Фонду Вікімедіа, де вона стала першою іспанкою, обраною до її складу. Входила до складу правління до 2015 року.
2016 року приєдналася до Фонду Вікімедіа, за річною вакансією, оголошеною спільнотою, і зайняла посаду віце-президента організації. 2017 року затверджена як віце-президент на другий термін. У ці роки брала участь у численних навчальних курсах і заходах з відкритих і вільних знань і зі внесення різноманітності і рівності в зміст вікіпедії.
У липні 2018 року на 14-й щорічній міжнародній конференції Вікіманія її обрано президентом Фонду Вікімедіа, переобрано в серпні 2019 року. Цю посаду вона обіймала до відставки з ради 2021 року.
У березні 2020 року оголосила про те, що чекає дитину і йде з цієї причини у відпустку на 4 місяці. Тимчасово виконавицею обов'язків президента Фонду Вікімедіа призначено Наталію Тимків..